# Valfermoso de Tajuña
Valfermoso de Tajuña bezeichnet einen Ort und eine Gemeinde (municipio) mit 75 Einwohnern (Stand: 2024) im Südwesten der Provinz Guadalajara in der Autonomen Gemeinschaft Kastilien-La Mancha. Die katholische Kirchengemeinde gehört zum Bistum Sigüenza-Guadalajara.

## Lage
Der Ort Valfermoso de Tajuña liegt auf einer Anhöhe oberhalb des Mittellaufs des Río Tajuña im Südwesten der Provinz Guadalajara in einer Höhe von ca. 960 Metern ü. d. M. Die Entfernung zur westlich gelegenen Provinzhauptstadt Guadalajara beträgt knapp 27 Kilometer (Fahrtstrecke). Die spanische Hauptstadt Madrid befindet sich etwa 100 Kilometer südwestlich.

## Bevölkerungsentwicklung
| Jahr      | 1960 | 1970 | 1981 | 1991 | 2001 | 2011 |
| Einwohner | 558  | 226  | 107  | 70   | 99   | 67   |

In der ersten Hälfte des 20. Jahrhunderts zählte die Gemeinde konstant zwischen 500 und 600 Einwohner; seitdem ist die Bevölkerungsentwicklung infolge der Mechanisierung der Landwirtschaft und des damit einhergehenden Verlusts von Arbeitsplätzen stark rückläufig.

## Wirtschaft
Die Gemeinde lebte jahrhundertelang ausschließlich vom Getreideanbau (Gerste und Weizen), der hauptsächlich für die Selbstversorgung betrieben wurde; der Anbau von Oliven spielte ebenfalls eine große Rolle. Auch Viehhaltung (Schafe, Ziegen, Hühner) fand in geringem Maße statt. Der Ort Valfermoso diente jahrhundertelang als merkantiles, handwerkliches und kulturelles Zentrum für die inzwischen zumeist verschwundenen Weiler und Einzelgehöfte in seiner Umgebung. Heute spielt die Landwirtschaft immer noch die wichtigste Rolle im wirtschaftlichen Leben der Gemeinde, doch sind auch geringfügige Einnahmen aus dem Tourismus (Vermietung von Ferienwohnungen) zu verzeichnen.

## Geschichte
Prähistorische, römische oder westgotische Spuren wurden bislang nicht entdeckt, doch existierte hier
wahrscheinlich eine maurische Festung (kasbah), von der noch eine große Zisterne (aljibe) erhalten ist. Die Burg und der wahrscheinlich bereits existierende Ort wurden Ende des 11. Jahrhunderts von den Christen zurückerobert (reconquista) und von Neuankömmlingen aus dem Norden und Süden der Iberischen Halbinsel besiedelt (repoblación). Im 15. Jahrhundert entstand eine neue Burganlage (castillo), von der jedoch nur noch Ruinen erhalten sind.

## Sehenswürdigkeiten

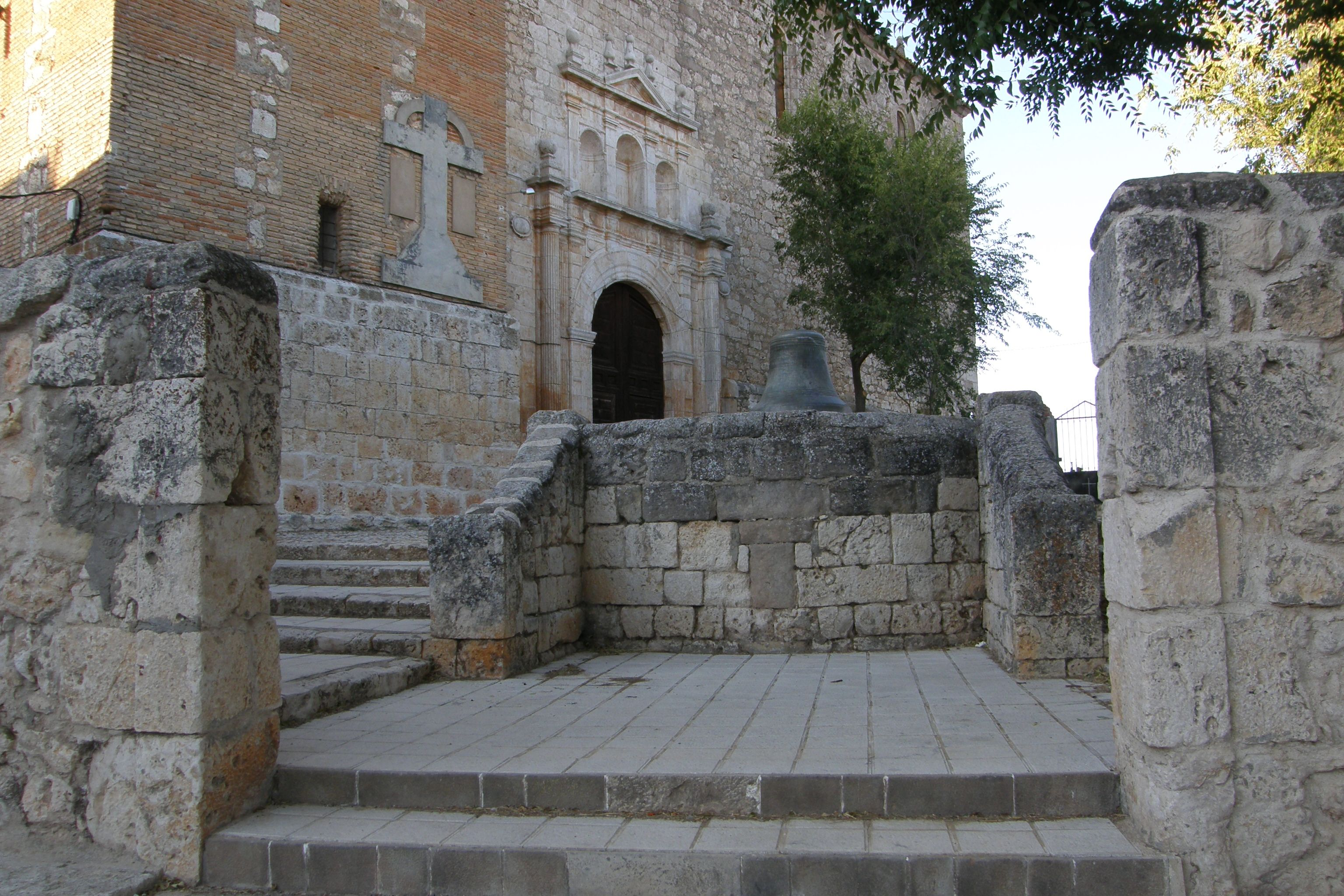
Iglesia de San Pedro Apóstol

- Der spätmittelalterliche Burgkomplex wird dominiert von den im Innern dreigeschossigen Mauerresten des Bergfrieds (torre de homenaje). In der Nähe steht ein Rundturm.
- Die unmittelbar neben der Burgruine stehende Pfarrkirche ist dem Apostel Petrus geweiht und stammt aus dem 16. Jahrhundert. Der Kirchturm ist beinahe vollständig aus Ziegelsteinen gemauert, was in den südlichen Regionen Spaniens die Regel werden wird. Ein schönes Renaissanceportal auf der Südseite gewährt Eintritt in das Innere der Kirche, welches jedoch im Verlauf des Spanischen Bürgerkriegs eines großen Teils seiner Ausstattung beraubt wurde und deshalb etwas kahl und kalt wirkt.
- Im Ort sind noch eine Ölmühle (almazara) und der Stumpf einer Windmühle zu sehen.
- Außerdem finden sich mehrere in das von Steinen durchsetzte Erdreich hineingetriebene Vorratskeller (bodegas).
- An einem Aussichtspunkt (balconete) oberhalb des Ortes steht ein Gerichtspfeiler (rollo oder picota) wie er noch in vielen Orten Kastiliens zu finden ist.